# ألفونسو سيلا
ألفونسو سيلا (بالإسبانية: Alfonso Cela Vieito) هو ماتادور إسباني، ولد في 11 يوليو 1885 في Láncara ‏ في إسبانيا، وتوفي في 26 فبراير 1932 في مدريد في إسبانيا.